# 야가미 하야테
야가미 하야테(八神はやて)는 마법소녀 리리컬 나노하 시리즈의 주요 여주인공 중 한 명. 성우는 우에다 카나
마법소녀 리리컬 나노하 A's에서 처음으로 출현하여 시리즈 중에는 애니메이션인 마법소녀 리리컬 나노하 A's와 마법소녀 리리컬 나노하 Strikers, 만화책인 마법소녀 리리컬 나노하 A's Report, 마법소녀 리리컬 나노하 Strikers Comics, 마법소녀 리리컬 나노하 ViVid, 마법전기 리리컬 나노하 Force에 등장한다.

## 마법소녀 리리컬 나노하 A's
9세. 로스트로기아 「어둠의 서」의 주인인 초등학교 3년쯤 되는 여자아이. 
어려서부터 원인 불명의 병으로 오른쪽 다리가 마비되어 휠체어를 사용하고 있다. 이 외에도 집 전체가 다리가 불편한 하야테를 위한 여러 가지 시설을 갖추고 있다.
관서지방 출신으로 칸사이벤을 사용한다. 성우인 우에다 카나가 직접 대본을 수정했으며 하야테의 이미지에 맞춘 부드러운 느낌의 칸사이벤으로 연기했다.
어릴 때 양친을 잃고 천애고독이 되었으나 아버지의 친구라고 밝힌 사람이 유산을 관리해주며 하야테의 편의 시설과 병원비를 모두 지원해주어 돈으로 인한 불편은 전혀 없었다. 하지만 이 '아저씨'는 시공관리국 제독 길 그레이엄이며 개인 재산으로 하야테를 보살펴 준 것이다. 어려서부터 혼자 생활했기 때문에 요리 등 가사 전반에 걸쳐 수준급의 실력자.
아홉 번째 생일인 신력 65년 6월 4일 어둠의 서의 주인으로서의 1차 각성을 맞는다. 어둠의 서의 봉인이 풀려 수호기사인 [볼켄 리터]와 함께 생활하게 되는데 처음 볼켄 리터를 봤을 때는 너무 놀란 나머지 기절하고 말았다. 하지만 자연스럽게 가족으로 받아들이게 되고 볼켄 리터에게 어둠의 서의 수집 대신 함께 살아가자는 부탁을 한다. 이시다 의사를 비롯한 주변 사람들에게는 친척이라고 소개한다.
6개월 정도의 행복한 생활도 잠시, 각성으로 어둠의 서가 하야테를 침식하는 것이 가속화되어 오른쪽 발에만 머무르던 마비가 점점 퍼져가기 시작했다. 하야테의 생명이 위험해지자 볼켄 리터는 하야테와의 맹세를 깨고 어둠의 서를 수집하기 시작한다. 사실 어둠의 서가 완성되며 하야테는 죽게 되지만 어둠의 서의 프로그램이 손상되어 볼켄 리터가 먼 옛날 온전했던 마도서의 기능을 기억하고 있었던 것. 수집에 대해 전혀 모르던 하야테는 볼켄 리터에게 걱정 끼치지 않기 위해 아픈 것을 숨기며 혼자서 괴로워한다. 우미나리 대학 병원에 입원하게 되었을 때도 모두의 밥을 챙겨주지 못하게 된 것을 걱정했다.
츠키무라 스즈카와는 도서관에서 가끔 만나 또래 아이라는 생각을 가지고 있었으며 스즈카가 높은 곳에 있던 책을 꺼내준 것으로 친구가 되었다. 하야테의 이상한 가족 구성이나 불편한 다리에 대해서 전혀 묻지 않고 오직 친구로서 깊은 우정과 신뢰를 보여준 스즈카를 어둠의 서에 대해 모든 것을 말해도 웃으며 들어줄 것이라 생각할 정도로 신뢰했다.
하야테가 병원에 입원한 뒤 스즈카는 아리사, 나노하, 페이트와 함께 종종 병문안을 와주었다. 볼켄 리터는 하야테와 이시다 의사에게 자신들에 대해 언급하지 않도록 부탁한 뒤 매번 자리를 피했다. 하지만 크리스마스 이브에 하야테에게 깜짝 선물을 주려던 스즈카 일행은 연락 없이 하야테를 방문하였고 모처럼 하야테의 곁에 돌아와 있던 시그넘, 비타, 샤멀과 나노하, 페이트가 마주하고 만다.
병문안 후 나노하와 페이트는 옥상에서 볼켄 리터를 따로 만나 어둠의 서의 수집을 중지하도록 부탁하지만 잘못된 기억과 하야테에 대한 깊은 애정으로 인해 멈출 수 없었던 볼켄 리터는 결국 눈물을 흘리며 디바이스를 꺼내 든다.
전투 도중 가면의 전사가 끼어들어 모두에게 다중 바인드를 걸고 어둠의 서를 빼앗아 수호 기사들의 링크 코어를 수집해 어둠의 서를 완성시킨다. 나노하와 페이트를 크리스탈 케이지에 가둔 다음 하야테를 소환해 눈 앞에서 비타와 자피라를 사라지게 하고 어둠의 서의 모든 페이지를 채움으로서 하야테는 완전한 각성을 맞게 된다.
가면의 전사의 정체는 길 그레이엄의 시종마인 리제 아리아와 리제 로테. 길 그레이엄은 11년 전의 어둠의 서 사건에서 크라이드 하라오운이 사망한 것이 자신의 죄라고 여기며 더 이상 비극이 반복되지 않기 위해 관리국법을 위반하고 독자적으로 어둠의 서의 완전봉인을 추진하고 있었다. 
그레이엄이 찾아낸 방법은 주인이 완전 각성한 수 분 이내에 빙결의 지팡이 듀렌달을 이용해 동결시키는 것으로 부모를 잃은 하야테를 보고 가슴아파 하면서도 천애고독이기 때문에 슬퍼할 사람이 적은 것을 운명으로 느끼고 일을 추진한다. 대신 영원한 잠에 빠지기 전까지는 행복하게 해주고 싶었다며 자신의 재산으로 물질적인 부족함을 느끼지 않도록 계속 지원해준 것이었다.
어둠의 서를 해방시킨 하야테는 어둠의 서의 의지로 변하게 된다. 하지만 하야테 자신은 곧바로 어둠의 서에 갇혀 영원한 꿈을 꾸게 되고 '사랑하는 기사들을 빼앗은 자들을 파괴하는 것'이라는 하야테의 마지막 의지를 어둠의 서가 이어받은 것이었다.
어둠의 서의 의지도 하야테를 사랑했으나 폭주하는 프로그램을 막을 수 없었고 자신이 하야테를 죽이게 된다는 것에 누구보다 괴로워하였다. 하지만 하야테는 스스로 꿈 속에서 일어나 어둠의 서의 의지에게 멈추도록 부탁한다.
수백 년간 이어지던 어둠의 서의 저주는 이름을 지어준다는 동화 속의 마법같은 방법으로 풀리게 되고 어둠의 서의 의지는 린포스라는 새로운 이름을 하야테에게 받아 수호 기사 프로그램을 복원시키고 린포스와 유니즌하여 함께 어둠의 서의 어둠과 싸우게 된다.
친구의 친구인 나노하, 페이트와 함께 어둠의 서의 어둠을 파괴함으로써 어둠의 서는 완전히 사라진 듯 보였다. 하지만 전투 후에 기절하게 되고 어둠의 서가 복원될 것을 우려한 린포스는 하야테를 지키기 위해 스스로 사라지는 것을 택한다.
깨어난 하야테는 린포스의 반응을 느끼고 급히 휠체어를 몰고 가지만 그녀를 지키려는 린포스의 의지를 꺾지 못한다. 린포스의 마지막 소원과 그녀가 남긴 슈베르트 크로이츠를 간직하게 되지만 이때 린포스를 보낸 것이 마음 속에 깊은 후회로 남게 되어 훗날 '소중한 것을 지키기 위해 무리하게 노력하는' 모습을 보이게 된다.
어둠의 서 사건 이후 종합S 랭크의 마도기사로 관리국에 촉탁으로 입국. 특별 수사관과 지휘관을 지망하게 된다. 인사부 레티 로란 제독의 배려로 볼켄 리터와 함께 행동하게 되는데 이때 마리엘 아텐쟈 기술관과 에이미 리미에타 집무관 보좌는 '상위랭크 5명을 몽땅 가져가려는 레티 제독의 계산'이라고 말한다.
어둠의 서로 인해 불편했던 다리도 점점 차도를 보이게 되어 곧 휠체어에서 내려와 정상적인 생활이 가능해졌고 학교에도 다니게 된다. 
6년의 시간이 흐른 뒤에도 스즈카, 아리사, 나노하, 페이트와 여전히 좋은 친구 관계를 유지하며 함께 중학교를 다닌다. 중학교 졸업을 앞두고는 우미나리 시를 떠나 미드칠더의 수도인 크라나간으로 이사 예정임을 밝힌다.
린포스의 소원대로 하야테는 새로 만든 유니즌 디바이스에 축복의 바람, 린포스 쯔바이라는 이름을 붙여주었고 나노하, 페이트와 함께 이세계 출장임무를 위해 드라이브 이그니션을 하는 것으로 A's는 종결된다.

## 마법소녀 리리컬 나노하 Strikers
19세. 종합 SS랭크의 마도기사. 이등육좌(중령에 해당)로 기동6과 부대장.

## 마법소녀 리리컬 나노하 ViVid
23세. 관리국의 마도기사이며 해상경비대 수사 사령관. 야가미 가의 가장으로 6명의 가족(시그넘, 비타, 샤멀, 자피라, 린포스 쯔바이, 아기토)과 함께 해변가의 집에서 살고 있다. 통신에서 너구리 가면을 쓰고 등장해 아인하르트 스트라토스를 놀라게 하였다. 루테시아의 부탁으로 아인하르트의 디바이스인 아스티온을 만들어주었다.
특별편에서는 나노하를 초대해 비타를 힘들게(?) 만들기도 했다.

## 마법전기 리리컬 나노하 Force
25세. 해상경비대 수사 사령관으로 함선 볼프람의 함장. 기동6과 인원들을 다시 모아 특무6과를 조직, 흉악범죄 조직인 휴케바인을 추적한다.

## 디바이스
- 린포스
- 슈베르트 크로이츠
- 야천의 마도서
- 린포스 쯔바이

## 마법

### 미스텔테인(Mistilteinn)
마법랭크 AAA+. 원격발생형 석화포격마법. 베르카식 마법진에서 총 7개의 창이 발사되어 대상을 석화시킨다. 어둠의 서의 어둠에게 트리플 브레이커를 맞추기 위한 포석으로 사용했다. 영창은 '오라, 겨우살이의 가지. 은월의 창이 되어 꿰뚫어라. 석화의 창. 미스텔테인!'

### 라그나로크(Ragnarök)
마법랭크 S. 린포스와의 유니즌 상태에서 사용하는 직사형 포격 마법. 베르카식 마법진의 각 끝에서 총 3개의 강력한 포격이 발사된다. 야천의 마도서의 페이지를 소모한다. 영창은 '울려라 종언의 피리, 라그나로크!'
어둠의 서의 어둠의 코어를 노출시키기 위해 나노하의 스타라이트 브레이커, 페이트의 플라즈마 잔버와 함께 사용했을 때에는 라그나로크 뒤에 브레이커를 붙여 트리플 브레이커로 통칭된다.

### 아템 데스 아이스(Atem des Eises)
광역 동결 마법. 신력 71년 연수중이던 부대 근처에서 일어난 공항 화재를 진압하기 위해 사용했다. 화재 구역을 순식간에 모두 진압하는 위력을 가지고 있으나 린포스 쯔바이와의 유니즌 상태가 아니면 정확한 제어는 힘들다. 영창은 '새하얀 눈의 왕이여, 은의 날개로 눈 아래 대지를 백설로 물들여라. 오라, 빙결의 숨결. 아템 데스 아이스!'

### 흐레스벨그(Hræsvelgr)
초장거리 포격 마법. 해상에 출몰한 대규모의 가제트 드론을 섬멸하기 위해 사용했다. 강력한 마법인만큼 연사력과 정확도는 떨어진다. 린포스 쯔바이와의 유니즌 혹은 서포트 사이팅 시스템의 지원으로 정확도를 올릴 수 있으며 서포트 사이팅 시스템을 받을 경우 발사 마법진이 미드칠더식이 된다. 영창은 '오라, 백은의 바람이여. 하늘에서 쏟아지는 화살깃이 되어라. 흐레스벨그!'

### 디아볼릭 이미션(Diabolic Emission)
마법랭크 S-. 광역 공간 공격 마법. 검보라색 구체를 생성해 크기를 극대화시켜 구체 내부 공간 전체를 공격한다. 넘버즈와 처음으로 대면했을 때 도주하던 콰트로와 디에치를 잡기 위해 사용했다. 영창은 '머나먼 대지에서 어둠 속으로 가라앉으라.'

### 헤임달(Heimdall)
해수를 얼려 거대한 빙하로 만들어 하늘에서 떨어뜨리는 마법. 헤임달의 얼음은 물리파괴형이므로 마법 무효화 상황에서도 전혀 영향을 받지 않으며 명중 후에는 눈으로 흩어져 충격파가 발생하지 않는다. 함선 휴케바인을 격추하기 위해 사용하나 디바이더 944 쾨니히를 리액트한 사이퍼의 일격으로 파괴되었다. 영창은 '바다로부터 모여라, 수신의 창. 저편에서 오라 은색 눈의 숨결. 휘몰아쳐 정렬해 하늘에 자리하라.'

### 헤임달 팔랑크스 시프트(Heimdall Phalanx Shift)
최대 출력인 블래스터 모드 3을 가동해 파괴된 헤임달을 재빙결, 팔랑크스 시프트로 변형한 마법. 파괴보다 재생이 빨라 디바이더 944로는 막을 수 없었으나 카렌 휴케바인의 기습으로 발사하지 못했다. 영창은 '창진을 이루어라, 백은의 파성추!'